# Częstocice (przystanek kolejowy)
Częstocice – nieczynny przystanek osobowy w miejscowości Częstocice, w województwie dolnośląskim, w powiecie strzelińskim, w gminie Wiązów, w Polsce.
| Częstocice                                                  |  |                                         |
| Linia nr 304 Brzeg – Łagiewniki Dzierżoniowskie (14,882 km) |  |                                         |
| Łukowice Brzeskieodległość: 5,382 km                        |  | Miechowice Oławskie odległość: 2,269 km |